# イエジー・スコリモフスキ
イエジー・スコリモフスキ（Jerzy Skolimowski, 1938年5月5日 - ）は、ポーランド・ウッチ出身の映画監督・脚本家・俳優。世界三大映画祭すべてで賞を獲得している。

## 略歴
ワルシャワ大学を卒業後、1960年にアンジェイ・ワイダ監督の『夜の終りに』の脚本をイエジー・アンジェウスキーと共同で執筆。1962年に脚本を担当したロマン・ポランスキー監督の『水の中のナイフ』は第23回ヴェネツィア国際映画祭で国際映画批評家連盟賞を受賞し、アカデミー外国語映画賞にもノミネートされた。
その二年後の1964年にウッチ映画大学在学中に製作した『身分証明書』で長編映画監督としてデビュー。この作品と1965年の『不戦勝』、1967年の『手を挙げろ!』はスコリモフスキ自身が主人公アンジェイを演じており、「アンジェイもの三部作」と呼ばれている。
1967年には『出発』が第17回ベルリン国際映画祭で金熊賞を受賞。この作品は初めてポーランド以外の国で製作されており、前年にジャン＝リュック・ゴダール監督の映画『男性・女性』に出演したジャン＝ピエール・レオとカトリーヌ＝イザベル・デュポールが出演し、作風も当時フランスで巻き起こっていた映画運動ヌーヴェル・ヴァーグに影響を受けたものとなっている。
1970年の『早春』は、ジェーン・アッシャーとジョン・モルダー・ブラウンの共演で、メディアの評価も高く、スコリモフスキの代表作となった。
1972年には『King, Queen,Knave』で初めてカンヌ国際映画祭のコンペティション部門への出品を果たし、1978年には『ザ・シャウト/さまよえる幻響』で同映画祭の審査員特別賞を受賞。1982年にも『Moonlighting』で同映画祭の脚本賞を受賞している。
1985年の『ライトシップ』は初めてアメリカで製作された映画であり、ロバート・デュヴァルとクラウス・マリア・ブランダウアーが出演した。この作品は第42回ヴェネツィア国際映画祭で審査員特別賞を受賞した。
1991年の監督作品『Ferdydurke』以降は、ティム・バートン監督の『マーズ・アタック!』（1996年）やデイヴィッド・クローネンバーグ監督の『イースタン・プロミス』（2007年）などに出演し、主に俳優として活動する。
2008年、17年ぶりの監督復帰作となる祖国ポーランドを舞台とした映画『アンナと過ごした4日間』で第21回東京国際映画祭の審査員特別賞を受賞。
2009年には第22回東京国際映画祭のコンペティション部門の審査員を務めた。また、同映画祭で「スコリモフスキ監督60年代傑作選」として『身分証明書』、『不戦勝』、『バリエラ』、『手を挙げろ!』の4作品が特別上映された。
2010年の『エッセンシャル・キリング』は第67回ヴェネツィア国際映画祭で二度目となる審査員特別賞を受賞したほか、逃亡するアラブ人テロリストをセリフなしで演じきったヴィンセント・ギャロが同映画祭男優賞を受賞した。
2012年のアメリカ映画『アベンジャーズ』では、俳優として参加している。
2016年、第73回ヴェネツィア国際映画祭・生涯功労金獅子賞を受賞。
2022年の『EO イーオー』が第75回カンヌ国際映画祭で審査員賞を受賞。第95回アカデミー賞では国際長編映画賞にノミネートされた。

## 主なフィルモグラフィ
- 夜の終りに Niewinni czarodzieje （1960年） 脚本
- 水の中のナイフ Nóż w wodzie （1962年） 脚本
- 身分証明書 Rysopis （1964年） 監督・脚本・出演
- 不戦勝 Walkower （1965年） 監督・脚本・出演
- バリエラ Bariera （1966年） 監督・脚本
- 出発 Le Départ （1967年） 監督・脚本
- 手を挙げろ! Rece Do Gory （1967年） 監督・脚本・出演
- 勇将ジェラールの冒険 The Adventures of Gerard （1970年） 監督
- 早春 Deep End （1970年） 監督・脚本
- ザ・シャウト/さまよえる幻響 The Shout （1978年） 監督・脚本
- ムーンライティング Moonlighting （1982年） 監督・脚本
- ライトシップ The Lightship （1985年） 監督
- アンナと過ごした4日間 4 Nights with Anna （2008年） 監督・脚本・製作
- エッセンシャル・キリング Essential Killing （2010年） 監督・脚本・製作
- イレブン・ミニッツ 11 minut （2015年） 監督・脚本・製作
- EO イーオー IO （2022年） 監督・脚本・製作

### 出演のみ
- ホワイトナイツ/白夜 White Nights （1985年）
- ビッグ・ショット Big Shots （1987年）
- マーズ・アタック! Mars Attacks!  （1996年）
- GO! GO! L.A. L.A. Without a Map （1998年）
- 夜になるまえに Before Night Falls （2000年）
- イースタン・プロミス Eastern Promises （2007年）
- アベンジャーズ Marvel's The Avengers （2012年）
- 神聖ローマ、運命の日 〜オスマン帝国の進撃〜 11 Settembre 1683 （2012年）
- ユリウシュ Juliusz（2018年）